# Niklas Tengberg

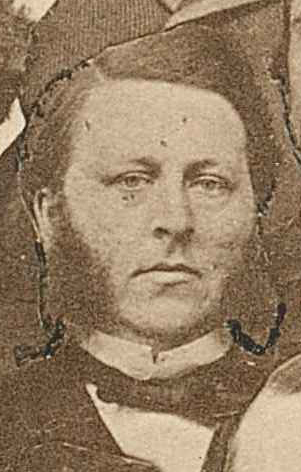
Niklas Tengberg.

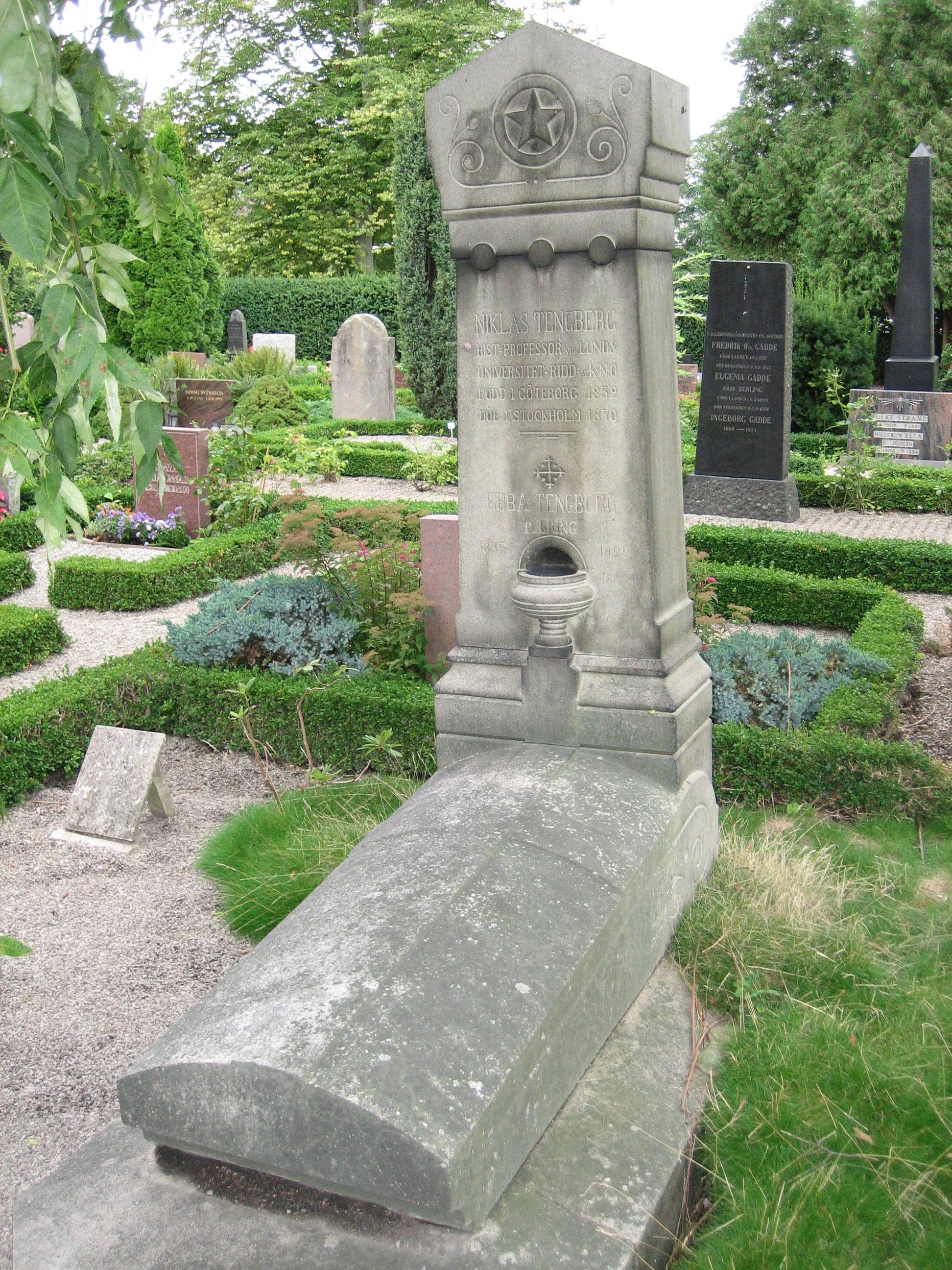
Niklas Tengbergs grav på klosterkyrkogården i Lund.

Niklas August Tengberg, född den 26 mars 1832 i Göteborg, död den 14 november 1870 i Stockholm, var en svensk historiker och professor vid Lunds universitet.

## Biografi
Tengberg var son till rådmannen Niklas Tengberg och Augusta Charlotte, född Billqvist, samt bror till den kommunala styresmannen och bankdirektören John G. Tengberg i Ystad. Han avlade studentexamen 1849 och blev filosofie doktor 1853. År 1855 blev han docent samt 1858 adjunkt i historia, och kom redan under dessa befattningar i flera omgångar att i praktiken upprätthålla den undervisningsverksamhet som tillhörde professuren i ämnet. År 1863 efterträdde han också formellt Wilhelm Erik Svedelius som historieprofessor, detta sedan Svedelius i stället erhållit den skytteanska professuren i Uppsala. 
Han publicerade i sin livstid en handfull historiska skrifter, de flesta rörande frihetstiden, däribland ett verk i två band om Hattarnas ryska krig 1741–1743. Vid sin tidiga och hastiga död hade han börjat samla ett större material kring Gustav III och hans efterträdare på professuren, Claes Theodor Odhner, lät postumt publicera hans skrift Konung Gustaf III:s första regeringstid till och med 1772 års statshvälfning. 
Tengberg avled oväntat av blodförgiftning efter en operation, efterlämnande sin hustru sedan 1858, Ebba Bring (1835-1922), dotter till en av Tengbergs företrädare som professor i historia, Ebbe Samuel Bring. Paret hade fyra barn (tre döttrar och en son) av vilka två avled i relativt unga år. Båda makarnas efterlämnade handlingar förvaras på handskriftssektionen vid Lunds universitetsbibliotek. Makarna ligger begravda på Klosterkyrkogården i Lund.